# Одоевский (посёлок)
Одоевский — опустевший поселок в Каменском районе Тульской области в составе сельского поселения Яблоневское.

## География
Поселок находится в южной части Тульской области на расстоянии приблизительно 10 км на восток по прямой от села Архангельское, административного центра района.

## История
В 1926 году здесь было учтено 6 дворов, в конце 1930-х годов — 4.

## Население
Постоянное население составляло 36 человек (1926 год), 0 как в 2002 году, так и в 2010.